# Auteur-compositeur-interprète
Pour les articles homonymes, voir ACI.
 (octobre 2022).
 (avril 2022).
Si vous disposez d'ouvrages ou d'articles de référence ou si vous connaissez des sites web de qualité traitant du thème abordé ici, merci de compléter l'article en donnant les références utiles à sa vérifiabilité et en les liant à la section « Notes et références ».

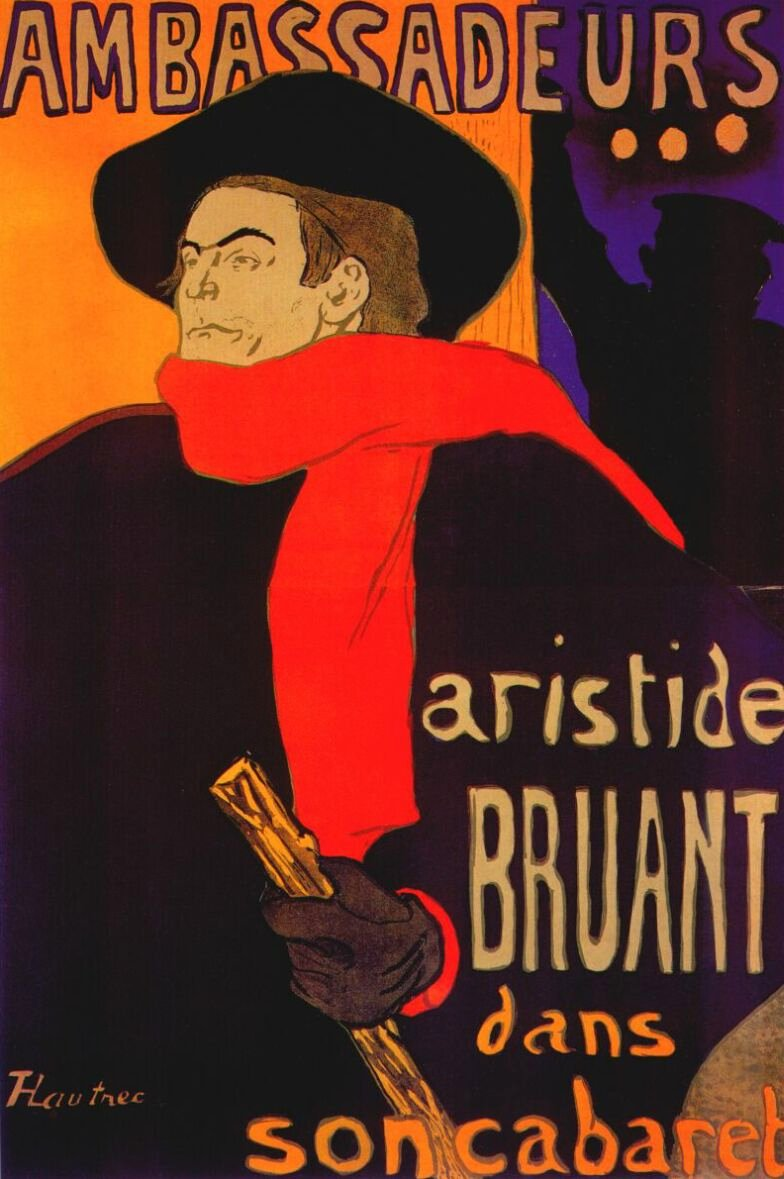
Aristide Bruant.

Un auteur-compositeur-interprète ou, au féminin, une auteure-compositrice-interprète ou autrice-compositrice-interprète, en abrégé ACI, est une personne qui écrit les paroles et compose la mélodie des chansons qu'elle interprète. La musique est généralement finalisée avec l'aide d'un arrangeur.
L'auteur-compositeur se réserve le droit d'améliorer la partition manuscrite qu'il a écrite, ce qui authentifie son style, sa carrure et son autonomie. Ce droit ne peut être détourné par d'autres musiciens, ce qui garantit son unicité[réf. nécessaire]. Il s'agit d'un droit d'auteur qui lui confère des droits moraux (inaliénables) et des droits patrimoniaux (courant en France 70 ans après la date de son décès et les années de guerre visées par la jurisprudence). L'œuvre est protégée si elle est originale, si elle reflète la personnalité, les goûts et la fantaisie de son auteur(e)[réf. nécessaire], et ce indépendamment de ses qualités artistiques ou esthétiques.

## Définitions et étymologie
Auteur-compositeur-interprète est une expression francophone constituée des mots : auteur, compositeur et interprète. Le terme dans sa forme complète composé des trois mots unis par deux tirets n’apparaît pas strictement dans le Dictionnaire de l'Académie française. Au mieux, l’Académie française reconnaît le terme « auteur-compositeur » qu’elle définit dans son Dictionnaire comme une personne qui écrit des chansons et en compose la musique. 
Auteur-compositeur, personne qui écrit des chansons et en compose la musique.
Quant à l'interprète, dans le domaine de la musique, le mot désigne une personne qui exécute une œuvre musicale.
Interprète, personne qui joue un rôle au théâtre ou au cinéma, qui exécute une œuvre musicale.
En outre le fait pour l’Académie française de ne pas considérer ensemble les mots « auteur-compositeur » et « interprète » se retrouve dans le droit français, précisément dans le Code de la propriété intellectuelle, qui distingue d’une part les droits des auteurs (qui créent des œuvres de composition musicale) et d’autre part les droits des artistes-interprètes (qui chantent ou jouent les œuvres).

### Auteur
Un auteur est une personne qui est la cause première, qui est à l’origine de quelque chose ; initiateur, inventeur.
Selon le Dictionnaire de l'Académie française, « La féminisation des noms de métiers et de fonctions se développant dans l’usage [...], il est à noter que les formes féminines autrice, auteur ou, moins bien, auteure se rencontrent également. »
En étymologie, auteur est emprunté du latin auctor (XIIe siècle), proprement « celui qui accroît », d’où « créateur, auteur d’une œuvre ».

### Compositeur
Dans le domaine de la musique, un compositeur ou une compositrice est une personne qui compose de la musique.
Étymologiquement, compositeur est emprunté du latin compositor (XIIIe siècle), signifiant « qui dispose, qui arrange », « inventeur, auteur ». Du latin compositor (1274) (« qui pose avec »). Déverbal de compositum, supin de compono, avec le suffixe d’agent -tor, de pono (« poser, placer »), avec le préfixe com- de cum (« avec »).

### Interprète
Un interprète ou une interprète est une personne qui joue un rôle au théâtre (par exemple dans comédie musicale) ou au cinéma (sur le plateau de tournage d'un film musical), qui exécute une œuvre musicale (dans un lieu public ou dans un studio d'enregistrement). 
En étymologie, interprète est emprunté du latin interpres, ‑etis, (datant du XIVe siècle), signifiant « agent entre deux parties, intermédiaire », puis « interprète, traducteur ». Du latin interpres, interpretis (« qui est entre le prix), de pretium (« prix ») et inter- (« entre »). 

## Droit français
Un auteur-compositeur-interprète est une personne qui crée une composition musicale avec ou sans paroles, et qui interprète elle-même cette œuvre en la chantant ou en la jouant par le moyen d'un instrument de musique. De ce fait, les auteurs-compositeurs-interprètes peuvent bénéficier du droit d'auteur prévu par les articles L111-1 à L139-1 du Code de la propriété intellectuelle, ainsi que du droit des artistes-interprètes fixé aux articles L212-1 à L212-15 de ce même code. 

### Droit d'auteur
L’auteur d’une œuvre de l’esprit jouit sur cette œuvre, du seul fait de sa création, d'un droit de propriété incorporelle exclusif et opposable à tous. L'œuvre est réputée créée, indépendamment de toute divulgation publique, du seul fait de la réalisation, même inachevée, de la conception de l'auteur. Le droit de propriété sur l’œuvre comporte notamment des attributs d’ordre patrimonial. C’est-à-dire que l’auteur a le droit d’exploiter son œuvre. Le droit d'exploitation appartenant à l'auteur comprend le droit de représentation et le droit de reproduction. 
La représentation consiste dans la communication de l’œuvre au public par un procédé quelconque, et notamment : par présentation publique (par exemple, chanter sur une scène de concert) ; ou par la télécommunication de sons et d’images (par exemple, diffuser l’œuvre sur des sites Internet comme YouTube).
La reproduction consiste dans la fixation matérielle de l’œuvre par tous procédés qui permettent de la communiquer au public d’une manière indirecte. Elle peut s’effectuer notamment par enregistrement magnétique (par exemple, enregistrer l’œuvre sur un disque dur d’un ordinateur).
Toute représentation ou reproduction intégrale ou partielle faite sans le consentement de l'auteur ou de ses ayants droit ou ayants cause est illicite. Il en est de même pour la traduction, l'adaptation ou la transformation, l'arrangement ou la reproduction par un art ou un procédé quelconque .
Le droit de représentation et le droit de reproduction sont cessibles à titre gratuit ou à titre onéreux. L'auteur est libre de mettre ses œuvres gratuitement à la disposition du public, sous réserve des droits des éventuels coauteurs et de ceux des tiers ainsi que dans le respect des conventions qu'il a conclues.

### Droit des artistes-interprètes
Sont soumises à l'autorisation écrite de l'artiste-interprète la fixation de sa prestation, sa reproduction et sa communication au public, ainsi que toute utilisation séparée du son et de l'image de la prestation lorsque celle-ci a été fixée à la fois pour le son et l'image . La cession par l'artiste-interprète de ses droits sur sa prestation peut être totale ou partielle. Elle doit comporter au profit de l'artiste-interprète une rémunération appropriée et proportionnelle à la valeur économique réelle ou potentielle des droits cédés, compte tenu de la contribution de l'artiste-interprète à l'ensemble de l'œuvre et compte tenu de toutes les autres circonstances de l'espèce, telles que les pratiques de marché ou l'exploitation réelle de la prestation.

### Rapport avec certains fournisseurs de services de partage de contenus en ligne
Est qualifiée de fournisseur d'un service de partage de contenus en ligne la personne qui fournit un service de communication au public en ligne dont l'objectif principal ou l'un des objectifs principaux est de stocker et de donner au public accès à une quantité importante d'œuvres ou d'autres objets protégés téléversés par ses utilisateurs, que le fournisseur de service organise et promeut en vue d'en tirer un profit, direct ou indirect  (par exemple YouTube).
Cette définition ne comprend pas les encyclopédies en ligne à but non lucratif (comme Wikipédia), les répertoires éducatifs et scientifiques à but non lucratif, les plateformes de développement et de partage de logiciels libres, les fournisseurs de services de communications électroniques au sens de la directive (UE) 2018/1972 du 11 décembre 2018 établissant le code des communications électroniques européen, les fournisseurs de places de marché en ligne, les services en nuage entre entreprises et les services en nuage qui permettent aux utilisateurs de téléverser des contenus pour leur usage strictement personnel.
En donnant accès à des œuvres protégées par le droit d'auteur téléversées par ses utilisateurs, le fournisseur d'un service de partage de contenus en ligne réalise un acte de représentation de ces œuvres pour lequel il doit obtenir l'autorisation des titulaires de droits, sans préjudice des autorisations qu'il doit obtenir au titre du droit de reproduction pour les reproductions desdites œuvres qu'il effectue .

### Exceptions
Lorsque l'œuvre a été divulguée, l'auteur ne peut interdire  :
- Les représentations privées et gratuites effectuées exclusivement dans un cercle de famille ;

- Les copies ou reproductions réalisées à partir d'une source licite et strictement réservées à l'usage privé du copiste et non destinées à une utilisation collective ;
- Sous réserve que soient indiqués clairement le nom de l'auteur et la source 
  - Les analyses et courtes citations justifiées par le caractère critique, polémique, pédagogique, scientifique ou d'information de l'œuvre à laquelle elles sont incorporées ;
  - La représentation ou la reproduction d'extraits d’œuvres, sous réserve des œuvres conçues à des fins pédagogiques et des partitions de musique, à des fins exclusives d'illustration dans le cadre de la recherche, dès lors que cette représentation ou cette reproduction est destinée, notamment au moyen d'un espace numérique de travail, à un public composé majoritairement de chercheurs directement concernés par l'activité de recherche nécessitant cette représentation ou cette reproduction, qu'elle ne fait l'objet d'aucune publication ou diffusion à un tiers au public ainsi constitué, que l'utilisation de cette représentation ou cette reproduction ne donne lieu à aucune exploitation commerciale et qu'elle est compensée par une rémunération négociée sur une base forfaitaire sans préjudice de la cession du droit de reproduction par reprographie ;
  - La parodie, le pastiche et la caricature, compte tenu des lois du genre ;
  - Les actes nécessaires à l'accès au contenu d'une base de données électronique pour les besoins et dans les limites de l'utilisation prévue par contrat ;
  - La reproduction provisoire présentant un caractère transitoire ou accessoire, lorsqu'elle est une partie intégrante et essentielle d'un procédé technique et qu'elle a pour unique objet de permettre l'utilisation licite de l'œuvre ou sa transmission entre tiers par la voie d'un réseau faisant appel à un intermédiaire ; toutefois, cette reproduction provisoire qui ne peut porter que sur des œuvres autres que les logiciels et les bases de données ne doit pas avoir de valeur économique propre ;
  - La reproduction et la représentation par des personnes morales et par les établissements ouverts au public, tels que les bibliothèques, les archives, les centres de documentation et les espaces culturels multimédia, en vue d'une consultation strictement personnelle de l'œuvre par des personnes atteintes d'une ou de plusieurs déficiences des fonctions motrices, physiques, sensorielles, mentales, cognitives ou psychiques et empêchées, du fait de ces déficiences, d'accéder à l'œuvre dans la forme sous laquelle l'auteur la rend disponible au public ; Ces personnes empêchées peuvent également, en vue d'une consultation strictement personnelle de l'œuvre, réaliser, par elles-mêmes ou par l'intermédiaire d'une personne physique agissant en leur nom, des actes de reproduction et de représentation ;
  - La reproduction d'une œuvre et sa représentation effectuées à des fins de conservation ou destinées à préserver les conditions de sa consultation à des fins de recherche ou d'études privées par des particuliers, dans les locaux de l'établissement et sur des terminaux dédiés par des bibliothèques accessibles au public, par des musées ou par des services d'archives, sous réserve que ceux-ci ne recherchent aucun avantage économique ou commercial ;
  - La représentation ou la reproduction d'extraits d'œuvres à des fins exclusives d'illustration dans le cadre de l'enseignement et de la formation professionnelle ;

Les reproductions ou représentations qui, notamment par leur nombre ou leur format, ne seraient pas en stricte proportion avec le but exclusif d'information immédiate poursuivi ou qui ne seraient pas en relation directe avec cette dernière donnent lieu à rémunération des auteurs sur la base des accords ou tarifs en vigueur dans les secteurs professionnels concernés.
Les bénéficiaires des droits voisins du droit d'auteur tels que les artistes-interprètes ont des obligations similaires à celles des auteurs. Ces obligations sont prévues par l'article L211-3 du Code de la propriété intellectuelle . Par ailleurs, ils ne peuvent interdire les actes d'hyperlien .

### Rémunérations de l'auteur
En sa qualité d'auteur, une personne peut négocier des rémunérations dans le cadre de contrats conclus avec d'autres professionnels et avec des entreprises. Ces contrats sont encadrés par les règles du Code de la propriété intellectuelle. Par exemple :
- Contrat d’édition entre l’auteur et l’éditeur (articles L132-1 à L132-17-9)[26] ;
- Contrat de représentation entre l’auteur et un entrepreneur de spectacles ou tout autre utilisateur (articles L132-18 à L132-22)[27] ;
- Contrat de production audiovisuelle entre l’auteur et le producteur de l’œuvre audiovisuelle (articles L132-23 à L132-30)[28] ;
- Contrat de commande pour la publicité entre l’auteur et le producteur (articles L132-31 à L132-33)[29].

Un auteur peut exercer son activité avec le statut d'indépendant. Pour pouvoir se présenter officiellement comme professionnel indépendant, il doit avoir un numéro SIREN (système d'identification du répertoire des entreprises). Pour avoir ce numéro, il doit créer une entreprise en s'adressant au CFE (centre de formalités des entreprises) ou directement au greffe du tribunal de commerce le plus proche de son domicile. Après le dépôt, l'instruction et la validation de son dossier par les services administratifs, il recevra un numéro SIREN unique. Par la même occasion, il recevra son code APE (activité principale exercée) encore appelé code NAF (nomenclature d'activité française). Ce code est attribué en fonction des mots utilisés pour décrire l'activité exercée par l'auteur-compositeur-interprète. 
Selon la nomenclature d'activités française élaborée par l'INSEE (Institut national de la statistique et des études économiques) la sous-classe 90.03B : Autre création artistique comprend notamment les activités des compositeurs de musique  qui offrent leurs services des artistes indépendants  et qui créent des œuvres originales d'auteurs et de compositeurs (morceau musical original et non la matrice sonore protégée par droit d'auteur faite à partir de celui-ci). Ces œuvres originales sont créées pour compte propre : elles sont réalisées pour être vendues, sans toutefois qu'un contrat ou un acheteur potentiel n'existe au préalable.
Pour sa protection sociale, l'auteur cotise à l'Association pour la gestion de la sécurité sociale des auteurs (AGESSA).

### Rémunérations de l'artiste-interprète
Un auteur-compositeur-interprète peut également conclure certains contrats.
- Contrats conclus entre un artiste-interprète et un producteur de vidéogrammes (articles L212-4 à L212-9) ;
- Contrats conclus entre un artiste-interprète et un producteur de phonogrammes (articles L212-10 à L212-15).

#### Avec le statut de salarié
Tout contrat par lequel une personne s'assure, moyennant rémunération, le concours d'un artiste du spectacle (artiste de variétés, musicien, chansonnier, artiste de complément, artiste-interprète...) en vue de sa production, est présumé être un contrat de travail dès lors que cet artiste n'exerce pas l'activité qui fait l'objet de ce contrat dans des conditions impliquant son inscription au registre du commerce.
La présomption de l'existence d'un contrat de travail subsiste quels que soient le mode et le montant de la rémunération, ainsi que la qualification donnée au contrat par les parties.
Cette présomption subsiste même s'il est prouvé que l'artiste conserve la liberté d'expression de son art, qu'il est propriétaire de tout ou partie du matériel utilisé ou qu'il emploie lui-même une ou plusieurs personnes pour le seconder, dès lors qu'il participe personnellement au spectacle.
La rémunération due à l'artiste à l'occasion de la vente ou de l'exploitation de l'enregistrement de son interprétation, exécution ou présentation par l'employeur ou tout autre utilisateur n'est pas considérée comme salaire dès que la présence physique de l'artiste n'est plus requise pour exploiter cet enregistrement et que cette rémunération n'est pas fonction du salaire reçu pour la production de son interprétation, exécution ou présentation, mais est fonction du produit de la vente ou de l'exploitation de cet enregistrement.

#### Avec le statut d'indépendant
Un artiste-interprète peut exercer son activité avec le statut d'indépendant. Pour pouvoir se présenter officiellement comme professionnel indépendant, il doit avoir un numéro SIREN (système d'identification du répertoire des entreprises). Pour avoir ce numéro, il doit créer une entreprise en s'adressant au CFE (centre de formalités des entreprises) ou directement au greffe du tribunal de commerce le plus proche de son domicile. Après le dépôt, l'instruction et la validation de son dossier par les services administratifs, il recevra un numéro SIREN unique. Par la même occasion, il recevra son code APE (activité principale exercée) encore appelé code NAF (nomenclature d'activité française). Ce code est attribué en fonction des mots utilisés pour décrire l'activité exercée par l'auteur-compositeur-interprète. 
Selon la nomenclature d'activités française élaborée par l'INSEE (Institut national de la statistique et des études économiques) la sous-classe 90.01Z : Arts du spectacle vivant comprend notamment les activités exercées par des artistes indépendants tels que des acteurs, musiciens, conteurs. Ces professionnels offrent leurs services d'artistes du spectacle vivant (services des acteurs, lecteurs, chanteurs, musiciens, conteurs, orateurs, et autres artistes du spectacle).

#### Avec le statut d'associé d'une société
Un artiste-interprète peut exercer son activité professionnelle au sein d'une société en s'associant à d'autres personnes qui exercent également une activité d'artiste-interprète ou qui exercent une autre activité. Pour encadrer cette société, de nombreuses formes juridiques sont prévues par le Code de commerce. De plus, les associés d'une société peuvent y cumuler plusieurs statuts. Dès lors, en fonction de la forme sociale choisie, il y a pour eux de nombreuses modalités de rémunération (dividendes, jetons de présence, distribution de bénéfice, salaires...). Pour les aider, les associés peuvent être conseillés et accompagnés de professionnels du droit et du chiffre. 

### Autres rémunérations
La personne physique qui exerce une activité d'auteur-compositeur-interprète peut également exercer d'autres activités génératrices de revenus. Ainsi :
- Elle peut créer une autre entreprise[40], avec un numéro SIREN différent, seule ou avec plusieurs personnes (par exemple pour faire le commerce de produits dérivés, comme des livres, en lien ou sans aucun lien avec l'activité d'auteur-compositeur-interprète initiale).
- Elle peut devenir salariée au sein d'une autre entreprise, qui a un rapport ou sans aucun rapport avec l'activité d'auteur-compositeur-interprète, sous réserve de respecter d'éventuelles clauses, comme la clause de non-concurrence.

- Elle peut acquérir des instruments financiers[41] liés ou non à son secteur d'activité artistique (par exemple acheter sur les marchés financiers des actions et des obligations de la société Alphabet qui gère le site web YouTube qui représente les œuvres de nombreux auteurs...), bénéficier de revenus de capitaux mobiliers (dividendes, intérêts...), revendre ces titres, constater une plus-value mobilière.
- Elle peut acheter des immeubles[42] ou des titres immobiliers (par exemple investir dans des locaux où d'autres auteurs-compositeurs-interprètes peuvent venir pratiquer leur art), bénéficier de revenus fonciers (loyers), revendre ces actifs, encaisser une plus-value immobilière.

Dans tous les cas, la personne qui réalise ces opérations, à titre exceptionnel ou habituel, doit déclarer ses revenus dans la catégorie dédiée à la Direction générale des Finances publiques.

## Évocations dans les arts
Le chanteur français Jacques Higelin évoque les aléas de la composition et de l'écriture d'une chanson dans sa chanson La fuite dans les idées, parue dans son album Tombé du ciel en 1988.